# Малый Шошкалы
Малый Шошкалы (каз. Кіші Шошқалы) — пересыхающее озеро в Фёдоровском районе Костанайской области Казахстана. Находится в 9 км к северо-западу от посёлка Шишкинский.
По данным топографической съёмки 1943 года, площадь поверхности озера составляет 1,29 км². Наибольшая длина озера — 1,5 км, наибольшая ширина — 1,2 км. Длина береговой линии составляет 4,1 км, развитие береговой линии — 1,01. Озеро расположено на высоте 178 м над уровнем моря.